# Fleur
Fleur är ett franskt kvinnonamn som betyder blomma.
Den 31 december 2014 fanns det totalt 71 kvinnor folkbokförda i Sverige med namnet Fleur, varav 20 bar det som tilltalsnamn.
Namnsdag: saknas

## Personer med namnet Fleur
- Fleur Mellor, australisk friidrottare
- Fleur Pellerin, fransk politiker och minister
- Fleur Saville, nyzeeländsk skådespelare

## Fiktiva personer med namnet Fleur
- Fleur Weasley, karaktär i böckerna om Harry Potter
- Fleur Forsyte i Forsytesagan